# 喬魯赫河

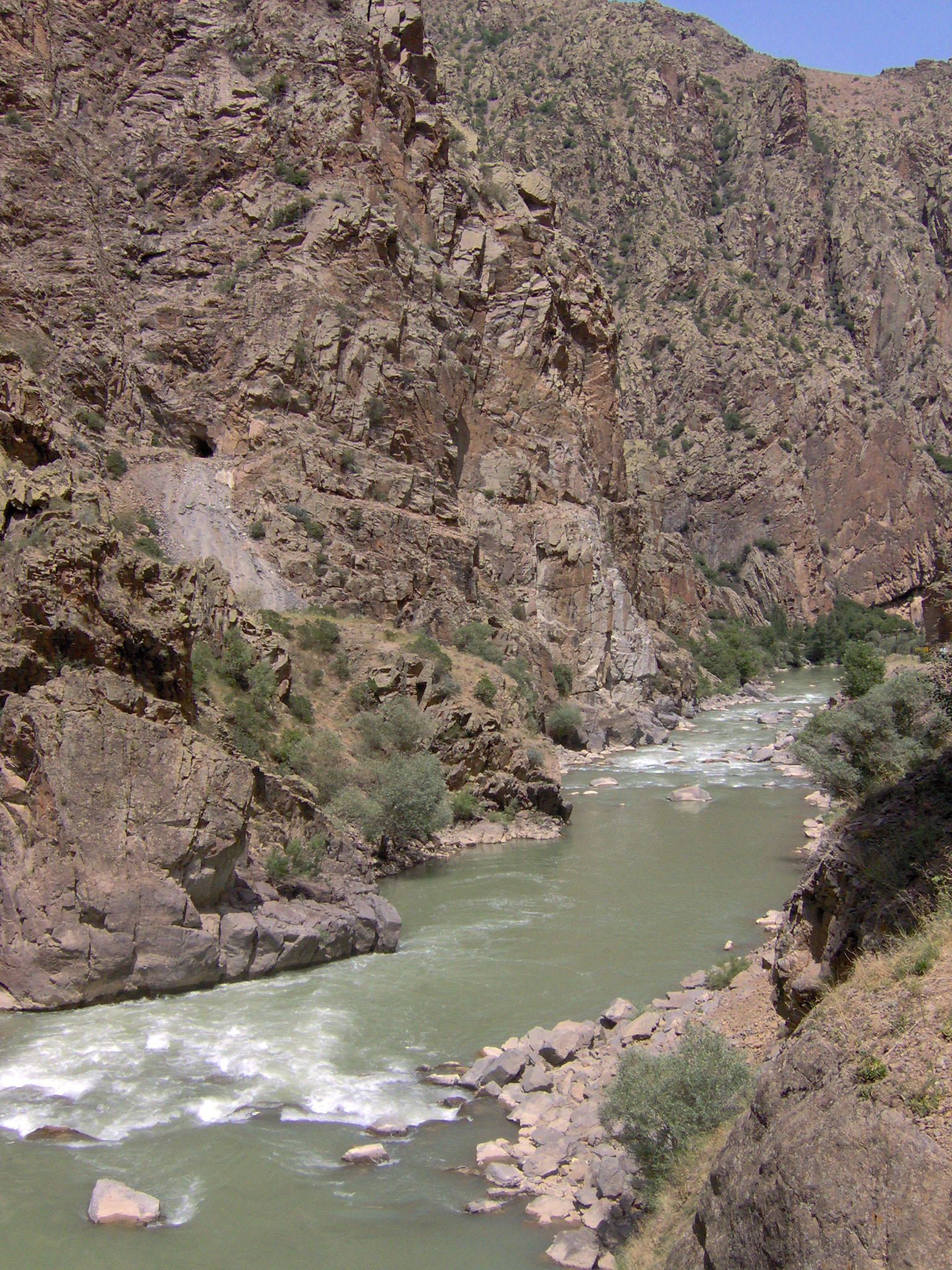

喬魯赫河是西亞的河流，流經土耳其和格魯吉亞，河道全長438公里，集水區面積22,100平方公里，平均流量每秒278立方米，最終在巴統以南注入黑海。

## 外部連結
- European Rivers Network（页面存档备份，存于）
- ECA Watch
- Friends of the Earth（页面存档备份，存于）

41°36′17″N 41°34′27″E / 41.6047°N 41.5742°E